# Synagoga v Radnicích
Synagoga v Radnicích, která pochází z roku 1781, je bývalá židovská modlitebna nacházející se ve městě Radnice jižně od náměstí Kašpara Šternberka v ulici Na Potocích, kde je doposud dochována část bývalého židovského ghetta, jako č.p. 221. Je chráněna jako kulturní památka České republiky.
Rabínem zde byl Isaac Mayer Wise, jenž se poté stal v Americe zakladatelem reformního judaismu. K bohoslužbám byla využívána nejspíše až do nástupu nacismu, potom sloužila až do roku 1992 jako garáž a autoopravna, její exteriér a ženská galerie se však dochovaly v původní podobě. V současné době je využívána jako koncertní a výstavní sál Ekocentra.
Židovské příjmení Radnitzer pochází právě z Radnic.[zdroj?]
Ve vsi se též nachází židovský hřbitov.